# Washburn (condado de Aroostook)
Washburn es un lugar designado por el censo ubicado en el condado de Aroostook en el estado estadounidense de Maine. En el Censo de 2010 tenía una población de 997 habitantes y una densidad poblacional de 85,01 personas por km².

## Geografía
Washburn se encuentra ubicado en las coordenadas 46°47′18″N 68°8′22″O / 46.78833, -68.13944. Según la Oficina del Censo de los Estados Unidos, Washburn tiene una superficie total de 11.73 km², de la cual 11.57 km² corresponden a tierra firme y (1.33%) 0.16 km² es agua.

## Demografía
Según el censo de 2010, había 997 personas residiendo en Washburn. La densidad de población era de 85,01 hab./km². De los 997 habitantes, Washburn estaba compuesto por el 97.29% blancos, el 0% eran afroamericanos, el 0.9% eran amerindios, el 0.8% eran asiáticos, el 0% eran isleños del Pacífico, el 0% eran de otras razas y el 1% pertenecían a dos o más razas. Del total de la población el 0.5% eran hispanos o latinos de cualquier raza.